# Xanthorhoe costijuncta
Xanthorhoe costijuncta là một loài bướm đêm trong họ Geometridae.